# Mokronozi
Mokronozi (cyr. Мокронози) – wieś w Bośni i Hercegowinie, w Republice Serbskiej, w gminie Rudo. W 2013 roku liczyła 458 mieszkańców.